# Мемориальный комплекс, посвящённый подвигу Александра Типанова
Мемориальный комплекс, посвящённый подвигу Александра Типанова — воинский мемориал Великой Отечественной войны на месте героической гибели Александра Типанова в 1944 году. Расположен в окрестностях Красного Села
Памятник построен по проекту архитекторов А. Д. Левенкова и М. В. Гаазе в 1974 году близ сохранившегося немецкого дота, амбразуру которого 18.01.1944 г. при наступлении 64-й стрелковой дивизии на немецкие позиции закрыл своим телом Александр Фёдорович Типанов. Расположен на территории Виллозского городского поселения (Ломоносовский район Ленинградской области), в 1 км к востоку от Красного Села, на высоте 112,0 — Лысой горе.
До постройки мемориала, с начала 1970-х годов, дот Типанова был увековечен памятной доской и металлическим обелиском, видимыми на архивных фотографиях.
Мемориальный комплекс сооружен трудящимися Красносельского района и открыт 6 мая 1975 г. Он посвящался (согласно экспликации к эскиз-проекту А. Д. Левенкова) воинам Волховского и Ленинградского фронтов, повторивших подвиг Александра Матросова и Александра Типанова, а также увековечивал подвиг Александра Типанова.
На эскиз-проекте 1975 г. А. Д. Левенкова мемориал называется «Бессмертие». В публикациях последующих лет памятник иногда называли схоже — «Бессмертию солдата».
Художественная часть мемориала состоит из нескольких частей.
Исторической частью является полуразрушенный немецкий дот с реставрированной передней стенкой. На нём находится ещё более старая, чем мемориал, доска с описанием подвига А. Ф. Типанова.
Мемориальная часть представлена бетонной стелой размером 1.6 м. х 10 м. с оттиснутыми буквами: «Через смерть, через небытие ВЫ с нами живые вечно» (автор слов советский прозаик П. Петунин) В верхней части этой стелы был врезан 31 артиллерийский патрон, на которых были написаны имена павших героев, повторивших подвиг Александра Матросова и Александра Типанова. В патронах находилась земля, взятая с тех мест, где герои повторили подвиг Матросова. Одну из гильз доставили с Курильских островов, где шли бои уже в августе 1945-го. Также эта памятная стела посвящалась всем другим воинам, кто погиб при взятии Лысой горы.
Мемориал завершает художественная часть в виде шести бетонных балок-таранов размером 1.2 м. х 14 м, размещённых на пьедестале длиной 39 м, наклоненных по ходу наступления советских войск, как штыки винтовок. Балки символизируют наступательный порыв советских воинов.
В 1990-е годы медные гильзы со стелы памятника бесследно исчезли. Однако рядом с памятником находится гранитная стела, на которой отмечен этот факт: «17 января 1944 года при снятии блокады Ленинграда гвардии рядовой 64-й стрелковой дивизии комсомолец Александр Типанов закрыл своей грудью амбразуру вражеского дота. Здесь на высоте 112 установлены капсулы с землей с места захоронения воинов Советской Армии, повторивших подвиг Александра Матросова на Ленинградском и Волховском фронтах. Мемориальный комплекс сооружен трудящимися Красносельского района в 1975 г. Авторы: архитектор Левенков А. Д., художник Фоменко В. В.»
Приказом Комитета по культуре Ленинградской области от 16.8.2018 г. «Мемориальный комплекс, посвященный подвигу Героя Советского Союза Александра Типанова»занесен в единый государственный реестр объектов культурного наследия (памятников истории и культуры) народов Российской Федерации в качестве объекта культурного наследия регионального значения.

## Галерея

Утраченные гильзы со стелы мемориала на киносъемке 1985 года
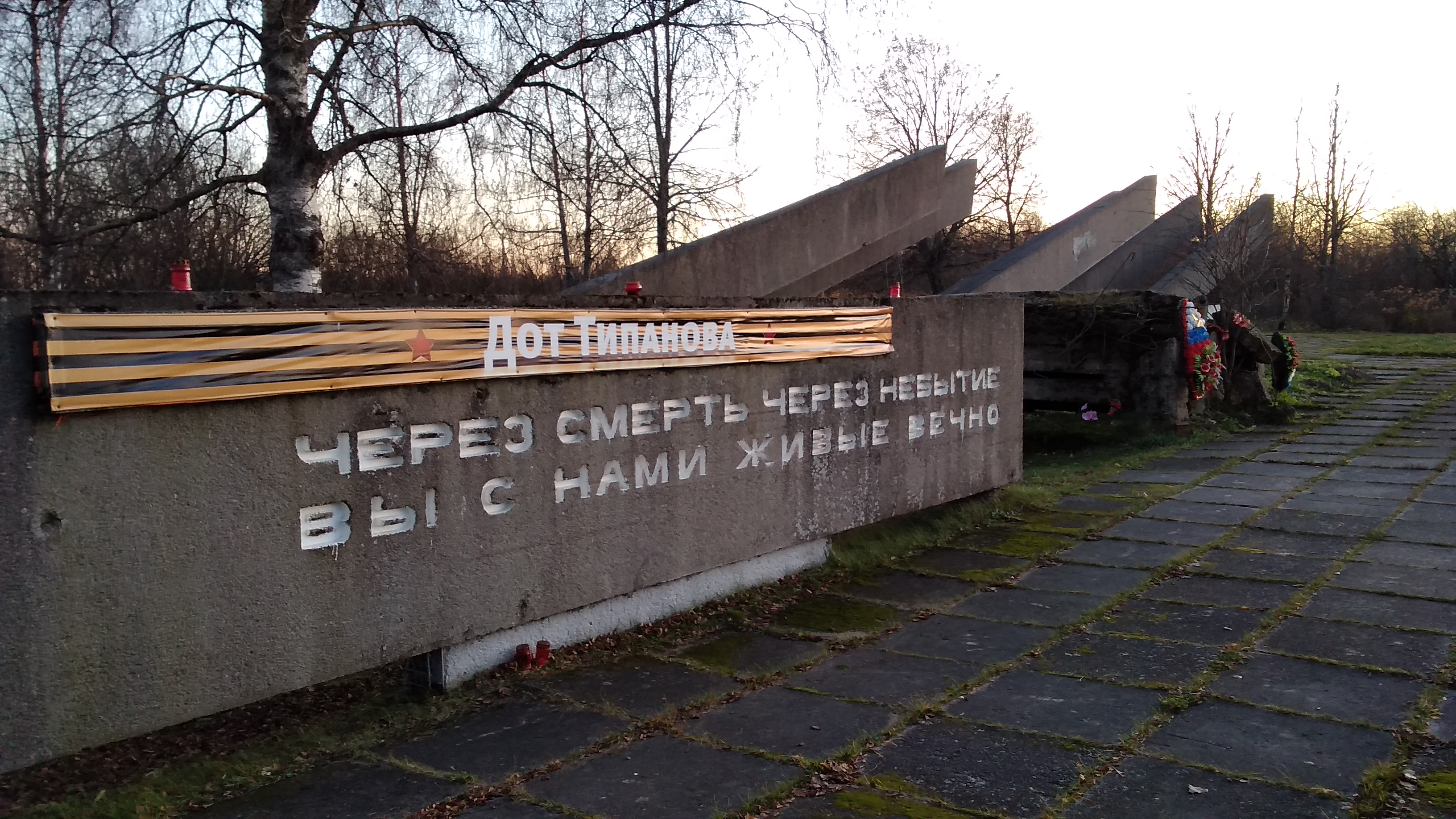
ДОТ Типанова
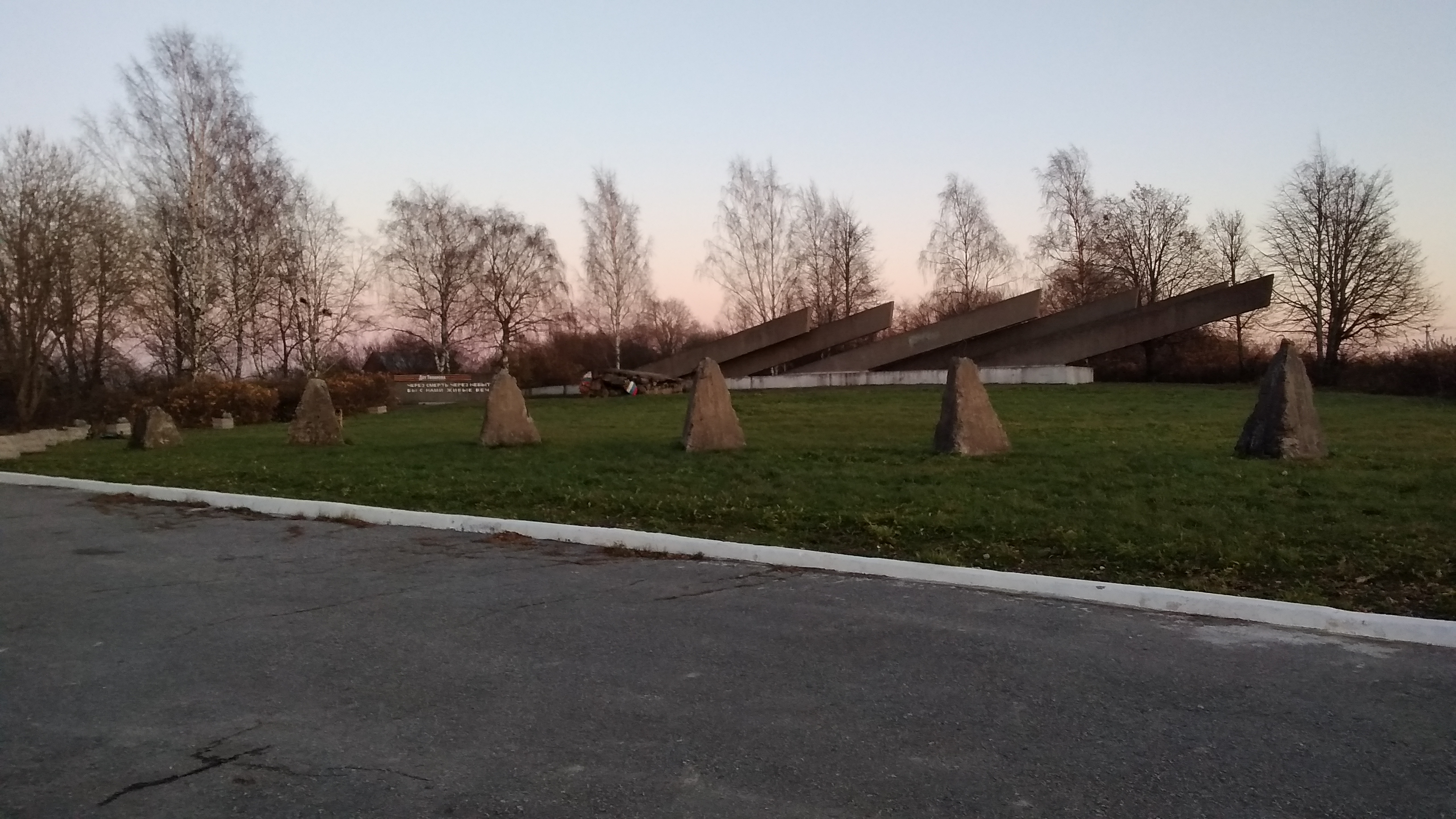
ДОТ Типанова
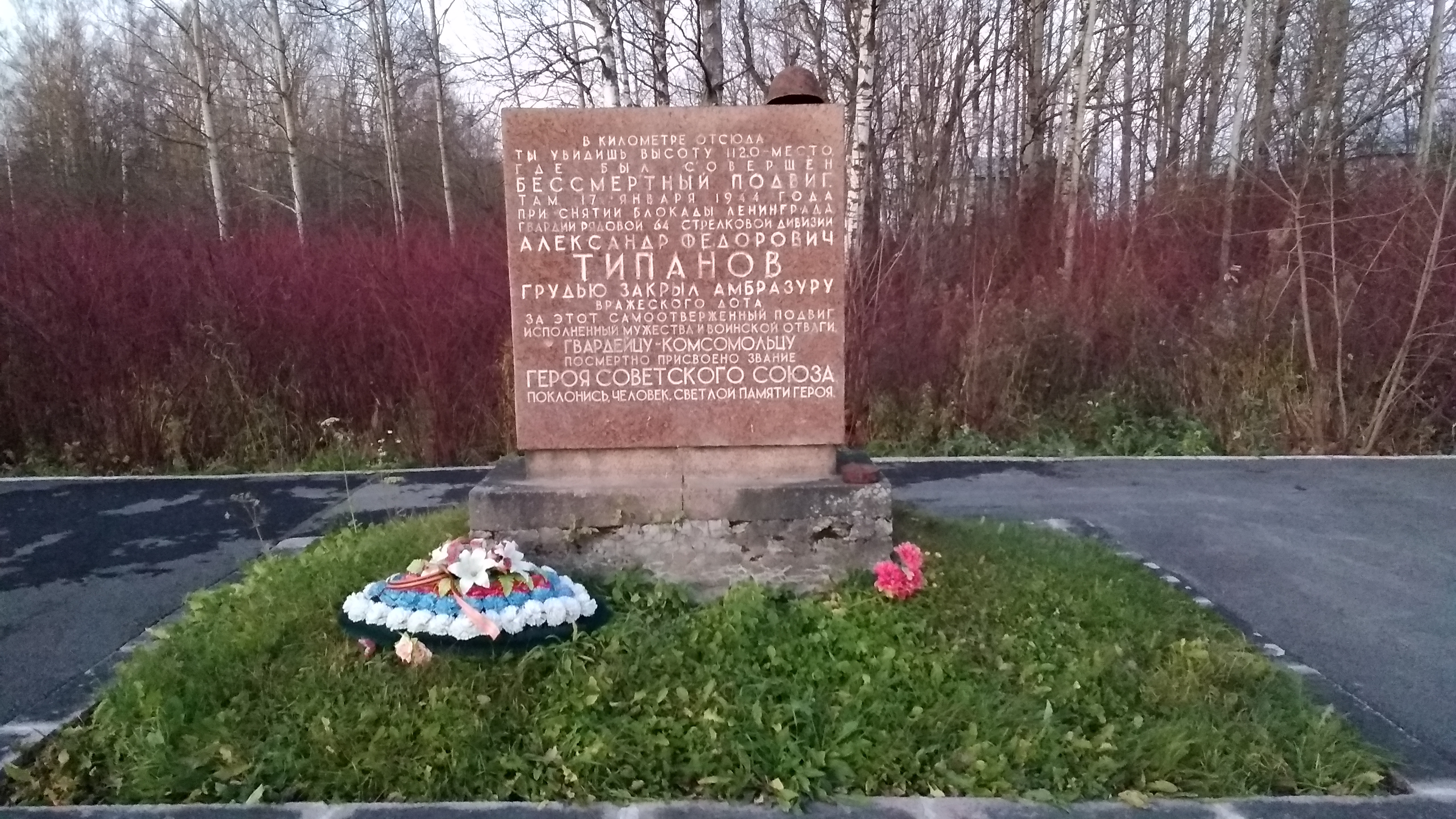
Стела на повороте к ДОТу Типанова с дороги на Пушкин